# Witikon
 (octobre 2014).
Si vous disposez d'ouvrages ou d'articles de référence ou si vous connaissez des sites web de qualité traitant du thème abordé ici, merci de compléter l'article en donnant les références utiles à sa vérifiabilité et en les liant à la section « Notes et références ».
Witikon est un quartier du district 7 (Kreis 7) de Zurich, en Suisse.

## Géographie
Le quartier occupe une superficie de 4,93 kilomètres carrés et est situé sur le flanc est de l'Adlisberg.
Sa population est de 10 406 habitants[réf. nécessaire].

## Historique

Photo aérienne (1949)

Witikon formait autrefois une municipalité, qui fut incorporée à la ville de Zurich en 1934.

## Sources
- (en) Cet article est partiellement ou en totalité issu de l’article de Wikipédia en anglais intitulé « Witikon » (voir la liste des auteurs).